# Pseudepipona bicolor
Pseudepipona bicolor är en stekelart som först beskrevs av Henri Saussure.  Pseudepipona bicolor ingår i släktet Pseudepipona och familjen Eumenidae.

## Underarter
Arten delas in i följande underarter:
- P. b. flavescentula
- P. b. aurantiopicta
- P. b. nigrocinctoides